# Alimentation à base d'aliments complets d'origine végétale

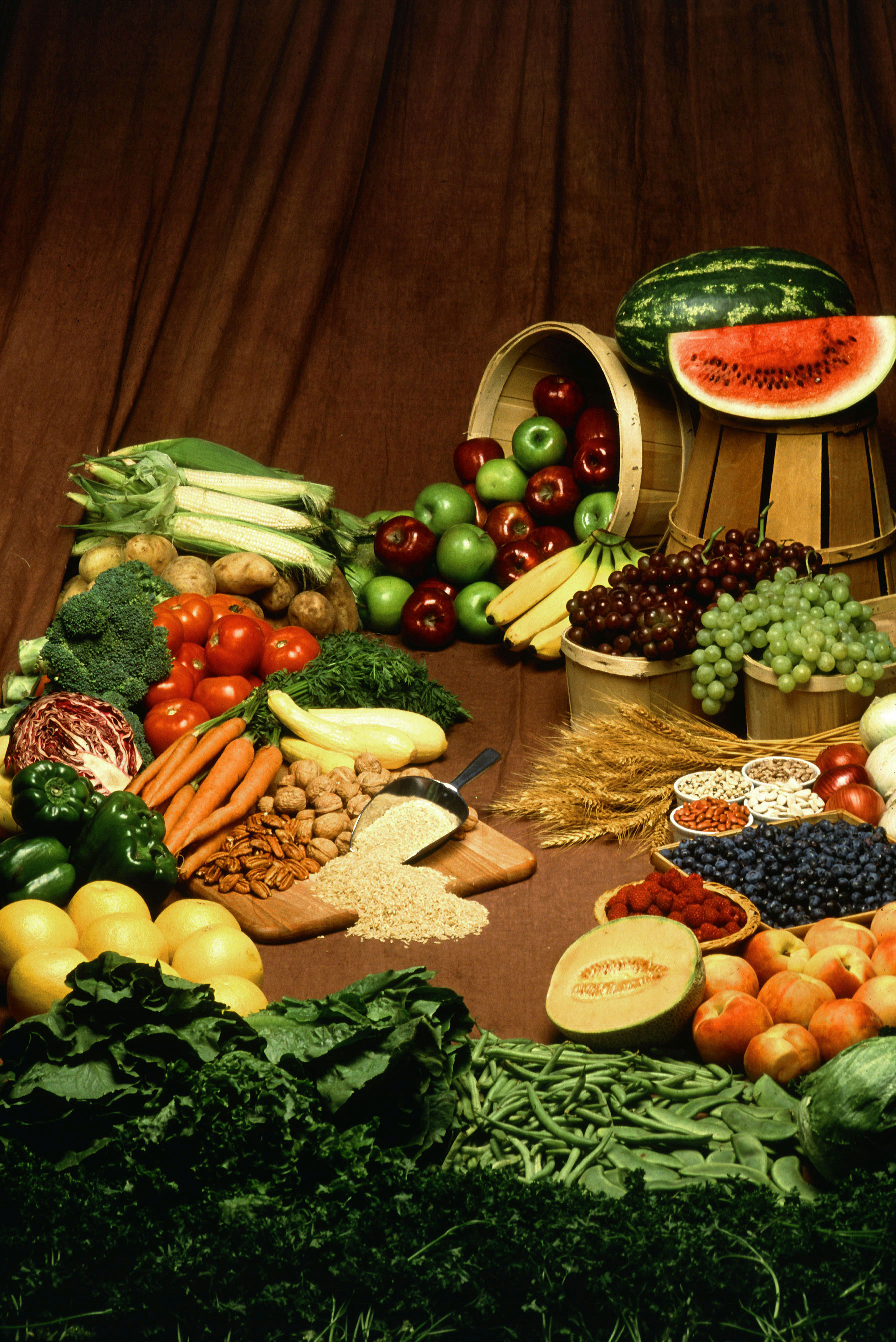
Aliments complets non transformés.

Une alimentation à base d'aliments complets d'origine végétale (en anglais whole-food, plant-based diet) est une pratique alimentaire qui limite la consommation de produits animaux et favorise les aliments végétaux complets, c'est-à-dire non transformés ou non raffinés. Il se distingue du végétalisme, qui exclut complètement les produits animaux mais n'exclut pas les produits transformés ou raffinés. Cette distinction a pour but de mettre en évidence l'absence d'effet favorable pour la santé de nutriments isolés (comme dans les compléments alimentaires) et des aliments extraits de végétaux (comme le sucre, la farine blanche ou l'huile). Ce type d'alimentation va dans le sens de certaines recommandations formulées par les autorités sanitaires en faveur d'une alimentation saine. Celles-ci recommandent notamment de limiter le sucre et les acides gras saturés et trans, et encouragent généralement la consommation de poisson et de fruits de mer,,,,.

## Recherche

### Diabète
Ce type d’alimentation est le plus efficace contre le diabète de type 2 d'après différentes études, permettant dans la majorité des cas de diminuer l'utilisation de médicaments voire de l'arrêter complètement.

### Maladies cardiovasculaires
Ce type d’alimentation permet, contrairement aux traitements médicamenteux et chirurgicaux, d'inverser le cours des maladies cardiovasculaires.
Dans une étude menée par Caldwell Esselstyn et publiée en 2014, une alimentation de ce type a permis d'obtenir la diminution voire la disparition des symptômes de maladies cardio-vasculaires pour 93 % des sujets l'ayant suivie. L'étude a également montré la régression de la maladie coronarienne chez les sujets atteints ayant adopté cette pratique alimentaire et pour lesquels des résultats de tests étaient disponibles.